# فيصل مجرشي (لاعب كرة قدم مواليد 2003)
فيصل صولان مجرشي (مواليد 7 أغسطس 2003) هو لاعب كرة قدم سعودي يلعب حاليًا في نادي الوشم.

## مسيرة اللاعب
لعب في نادي النصر في الفئات السنية و لعب بعدها مع نادي الشعيب ونادي الوشم.